# لنه مایکولند
لنه مایکولند (انگلیسی: Lene Mykjåland؛ زادهٔ ۲۰ فوریهٔ ۱۹۸۷) بازیکن فوتبال اهل نروژ است.
از باشگاه‌هایی که در آن بازی کرده‌است می‌توان به واشینگتن فریدام و مجیک‌جک اشاره کرد.
وی همچنین در تیم‌های ملی فوتبال زنان نروژ بازی کرده‌است.